# Protoleptops heinrichi
Protoleptops heinrichi är en stekelart som beskrevs av Heinrich 1967. Protoleptops heinrichi ingår i släktet Protoleptops och familjen brokparasitsteklar. Inga underarter finns listade i Catalogue of Life.